# Šušeoka
Šušeoka (en serbe cyrillique : Шушеока) est un village de Serbie situé dans la municipalité de Mionica, district de Kolubara. Au recensement de 2011, il comptait 208 habitants.

## Géographie

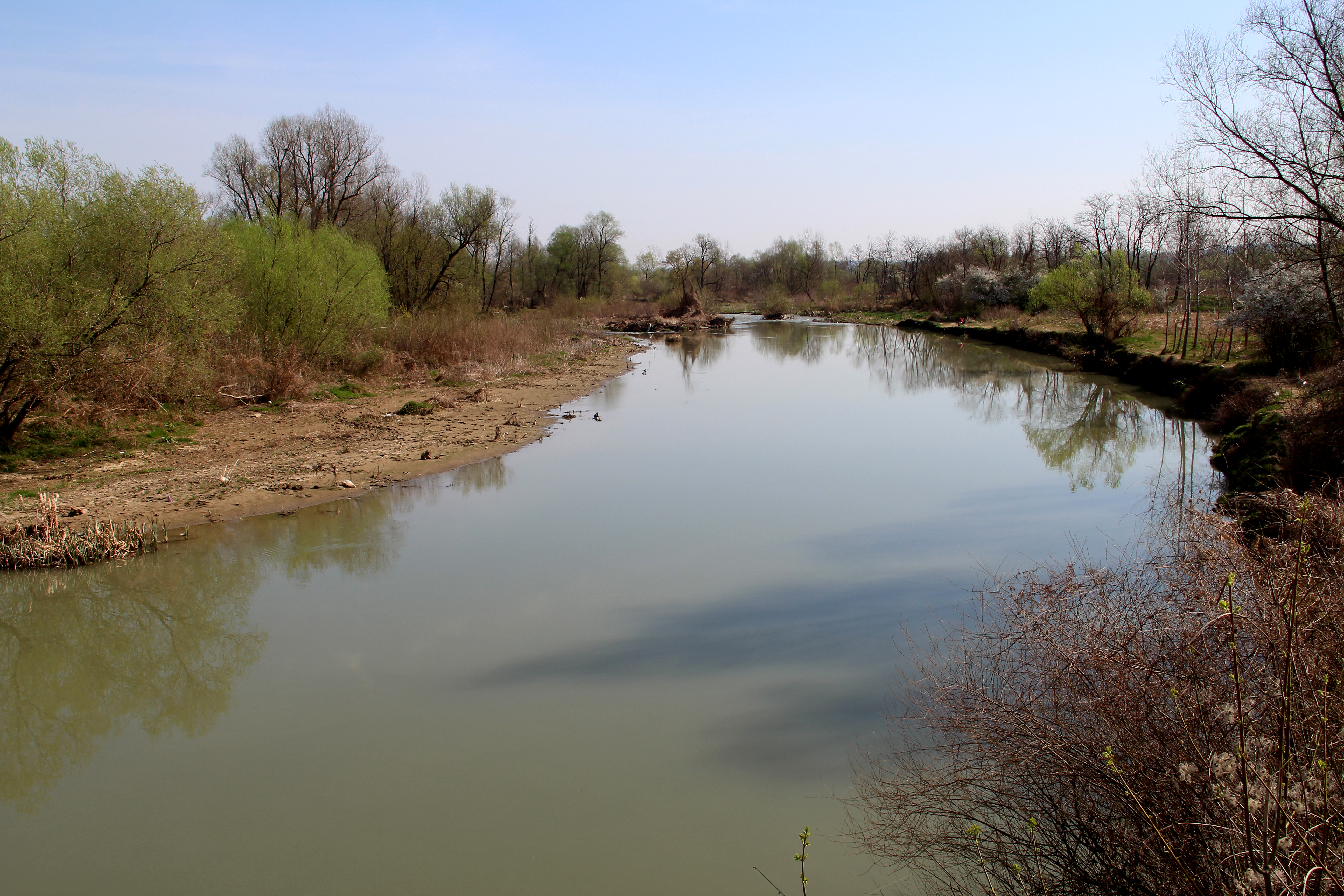
La rivière Kolubara

## Histoire

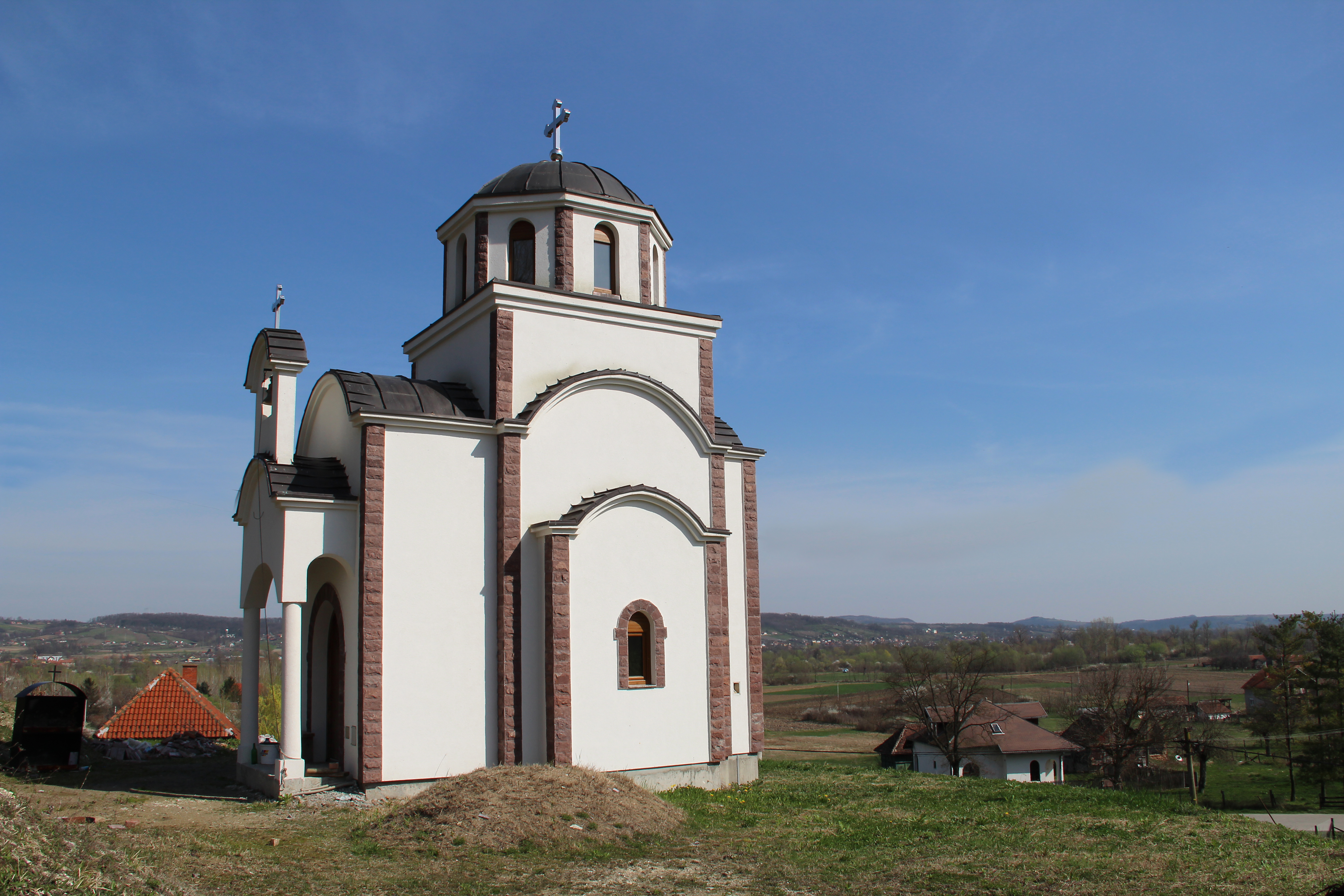
L'église Saint-Georges

## Démographie
| 1948 | 1953 | 1961 | 1971 | 1981 | 1991 | 2002 | 2011 |
| ---- | ---- | ---- | ---- | ---- | ---- | ---- | ---- |
| 472  | 504  | 478  | 404  | 356  | 302  | 252  | 208  |

|  |